# Mircea Stoian (politician)
Mircea Stoian (n. 1954) este un fost deputat român în legislatura 2000-2004, ales în județul Constanța pe listele partidului PRM. Mircea Stoian a fost validat în funcția de deputat pe data de 18 ianuarie 2001, dată la care l-a înlocuit pe deputatul Radu Comănici. 
În cadrul activității sale parlamentare, Mircea Stoian a fost membru în grupurile parlamentare de prietenie cu Republica Tunisiană, Republica Federală Germania și Republica Elenă.